# كاناريس (فلم)
كاناريس (بالألمانية: Canaris) هو فيلم درامي من ألمانيا الغربية إنتاج عام 1954 من إخراج ألفريد فايدنمان وبطولة أوتو إدوارد هاس ، باربرا رويتينغ، وأدريان هوفن، يصور الفيلم أحداث حقيقية خلال الحرب العالمية الثانية عندما تم القبض على رئيس المخابرات العسكرية الألمانية فيلهلم كاناريس وإعدامه لتورطه في مؤامرة 20 يوليو للإطاحة بأدولف هتلر.
تم تصويره في استوديوهات تمبلهوف في برلين، افتتح فيلم "كاناريس" في هانوفر في 30 ديسمبر 1954. وقلل الموزع من أهمية سياسية للفيلم، وقام بتسويقه على أنه قصة مسيحي ألماني صالح "تعكس مأساته الإنسانية تجربة ملايين الألمان". حقق الفيلم نجاحًا كبيرًا في شباك التذاكر الألماني، ربما لأنه سمح للجماهير بالتعرف على شخصية ألمانية بطولية منفصلة عن النازية. صدر في المملكة المتحدة باسم سيد كاناريس الجاسوس، وفي الولايات المتحدة باسم قرار مميت وهو معروف أيضًا باسم بديل كاناريس: سيد الجاسوس.

## فريق التمثيل
- أوتو إدوارد هاس في دور  الأدميرال كاناريس
- باربرا روتنغ في دور إيرين فون هاربيك
- أدريان هوفن في دور النقيب ألتوف
- مارتن هيلد في دور  "أوبيرجروبنفوهرر" هايدريش
- وولفجانج بريس في دور العقيد هول
- بيتر موسباكر في دور فرنانديز
- تشارلز ريجنير في دور بارون ترينتي
- فرانز إسل في دور بيكمان
- أليس تريف في دور وينتير "فرولين"
- هربرت ويلك في دور "هاوبتمان" ديجينهارد
- كلاوس ميديل في دور أندريه فرانز " أوفيزير"
- آرثر شرودر في دور "هير" فون هاربيك
- إيلسي فورستنبرغ في دور آنا لودتك
- أرنو بولسن في دور "تاكسيفهرر"
- نورا هاجيست في دور "لوفتوافينهيلفرين"

## روابط خارجية
- كاناريس  في قاعدة بيانات الأفلام على الإنترنت (بالإنجليزية)